# Lorenzo Ganadu
Lorenzo Ganadu (... – 16 marzo 2008) è stato un politico e avvocato italiano.
Di professione avvocato civilista, ricoprì l'incarico di presidente dell'Ordine degli avvocati di Sassari e fece parte del Consiglio Nazionale Forense. 
Fu un esponente della Democrazia Cristiana e venne eletto più volte consigliere comunale a Sassari. Dal maggio 1960 al settembre 1963 fu sindaco della città.
Tra i vari incarichi in ambito cittadino, fu presidente della Asl e amministrò per molti anni le case di cura "Regina Margherita" (1963-2005) e "Divina Provvidenza".